# 宮川 (山梨県)
宮川（みやかわ）は、山梨県富士吉田市を流れる川で、相模川（桂川）の支流である。富士山の北から流れ出て、山のすそ野と吉田の盆地を流れる。一級水系相模川水系に属し、一級河川としての指定区間は10.0キロメートルである。

## 流路
富士山を浸食して刻む谷を通って北に流れる。昭和大学富士吉田キャンパスの裏を通って国道139号の新宮川橋の下をくぐり、北北東に向きを変える。以後は富士吉田の市街に入り、河口湖の水をトンネル経由で導いた東電排水路をあわせて流量を増す。他に神田堀川、間堀川などをあわせて吉田の盆地の北の端近くで相模川（この辺りでは桂川と呼ばれる）に合流する。
上流部はふだんの流量が少なく、枯れ川になることもある。雨や雪溶けがあると速い流れで水が下る。

## 歴史
1913年（大正2年）、桂川への合流点の手前に宮川電燈が水力発電所を建設して周辺の村に送電した。会社は1941年（昭和16年）に関東配電（後の東京電力）に統合された。宮川電灯から引き継がれた2基の発電所は、1971年（昭和46年）に廃止された。

## 環境
有機物による汚濁の指標である生物化学的酸素要求量 (BOD)は、1987年（昭和62年）に10.19 mg/L に達したことがあるが、2008年（平成20年）には2.0 mg/L であった。

## 支流

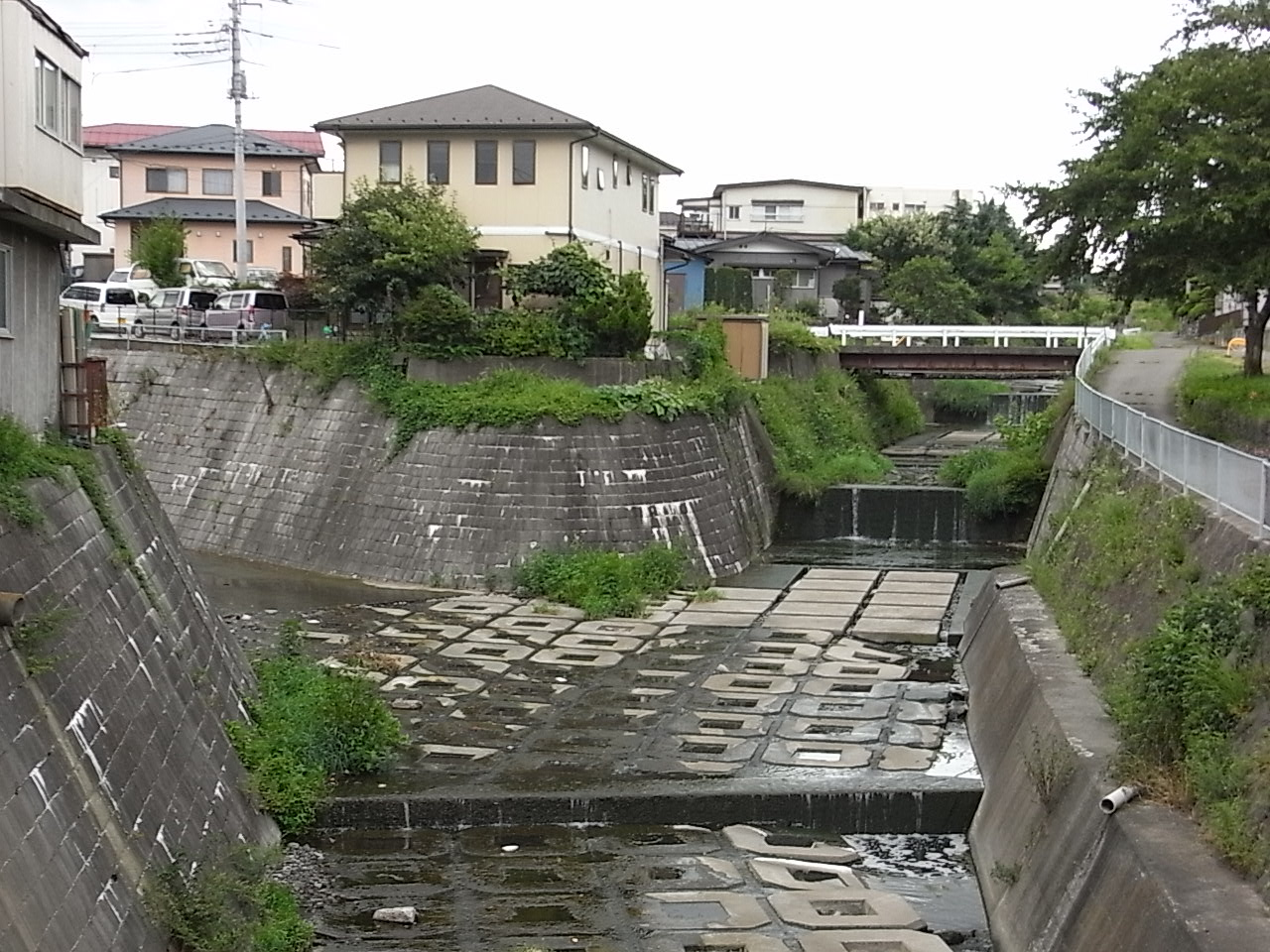
神田堀川（左）の合流点（2008年8月）

- 神田堀川
- 嘯川（東電排水路）
- 間堀川
- 入山川
- 中沢川

## 橋梁
- 宮川橋 - 国道138号、東富士五湖道路
- 新沢畑橋
- 新宮川橋 - 国道138号、富士パノラマライン
- 沢田橋
- ? - 富士山麓電気鉄道富士急行線（河口湖線）
- 大松橋 - 国道137号、御坂みち
- 新中央橋 - 平成通
- ? - 富士山麓電気鉄道富士急行線（大月線）
- 松山橋
- 竹原橋
- 石山橋
- 弁天橋 - 吉高通
- 公園橋
- 銀座橋
- 新倉橋
- 浅間橋
- 宮川橋 - 国道139号、富士みち
- 大門橋
- 明神橋
- 昭和橋 - 昭和通
- 柿林橋
- 田端橋
- ? - 国道139号、富士見バイパス